# Leányhegy
Leányhegy egykori földvár Nógrád vármegyében, Szügy községtől kb. 500 m-rel keletre, a Nógrádmarcal felé vivő 21 129-es út északi oldala felett emelkedik, önálló kúpot képezve, meredek oldalakkal.

## Története
A várat már a Borovszky-féle leírásban is megemlítették. Leányhegy és környéke már az ősidők óta lakott hely lehetett, ahol az őskor, bronzkor, középkor, majd az Árpád-kor idején is állhatott valamilyen erődítményszerű, földsáncokkal ellátott telep vagy kisebb erődítmény, esetleg torony.
Közvetlenül a várra vonatkozó okleveles, történeti adat azonban nem ismert. A hagyomány szerint a környék birtokosa 1411-ig a Szügyi család volt, azonban a Szügyieket Luxemburgi Zsigmond hűtlenség miatt ekkor megfosztotta birtokuktól, és azt az Osbonás családnak adta. A vár építését a hagyomány az Osbonás családnak tulajdonítja.

## Leírása
A várról Nováki Gyula és Sándorfi György készített felmérést, majd Gádor Judit leírást is készített róla.
Nováki Gyula és Sándorfi György felmérésében a vár központi platóját megközelítően kerek alakúnak írja le középen kerek bemélyedéssel, melynek „átmérője 17, illetve 12 m. A kis plató alatt, 5 méterrel alacsonyabb szinten a nyugati és északnyugati oldalon terasz, a keleti és északkeleti oldalon sánc húzódik, utóbbin kívül még egy teraszt is találunk. További 6-9 méterrel alacsonyabb szinten még egy védelmi vonal húzódik, terasz alakjában, amelyhez a felső északkeleti sánc lefut. Az alsó védelmi vonalnál mért legnagyobb átmérője összesen 82 m.”
Patay Pál felszíni kerámialeletek alapján a várat már 12–13. századinak határozta meg, majd 1956-ban egynapos próbaásatást végzett: az északkeleti lejtőn 9 m hosszú, 1 m széles kutatóárokban 12–13. századi, továbbá vörösre festett cserepeket, paticsot, követ, habarcsot és egy 14. századi sarkantyút talált.